# Atribi
Atribi (in greco Ἄθλιβις o Ἀθάρραβις, da cui anche i toponimi latini Athribis e Athlibis) fu il nome greco della città egizia di Tenth, situata nella regione del Delta del Nilo (Basso Egitto)
Anche la città di Hut-Repyt nell'Alto Egitto venne chiamata dai greci con lo stesso nome.
Il nome Athribis è attestato da numerosi scrittori tra cui Erodoto, Tolomeo, Plinio (Naturalis Historia 9.11)
Una piccola collina detta Tell Atrib nei pressi della moderna città di Banha, a nord del Cairo, conserva i resti della città egizia. Atribi sorse sulla riva orientale del ramo tanitico del Nilo, nei pressi del punto dove il ramo si divideva dal corso principale del fiume.
Ammiano Marcellino colloca la città tra le più importanti della regione al punto da attribuire il nome di fiume atribico alla parte più settentrionale del ramo tanitico del Nilo
Divinità principale di Atribi era Kem il dio-toro di colore nero ricollegabile con Osiri

## Sito archeologico
Il sito archeologico di Athribis non è limitato al solo tempio. L'area ospita anche antiche necropoli, insediamenti e cave, e rappresenta uno dei principali centri religiosi e culturali dell'epoca tolemaica. Sebbene le indagini archeologiche siano in corso da oltre un secolo, gran parte del sito rimane ancora da esplorare. Precedenti scavi furono condotti da Flinders Petrie nel 1907-1908 e dall'Egyptian Antiquities Organization tra il 1981 e il 1997, ma solo con il progetto dell'Università di Tubinga si è riusciti a riportare alla luce nuovi e straordinari reperti, tra cui circa 400 blocchi decorativi del tempio di Tolomeo XII, pesanti circa 34 tonnellate ciascuno, che stanno contribuendo a un miglioramento della comprensione storica e archeologica del sito.

## Tempio tolemaico di Athribis
Il tempio tolemaico di Athribis è un complesso monumentale risalente al II secolo a.C., situato nell'antico sito di Athribis, un villaggio vicino a Sohag, nell'Egitto centrale. Il tempio, dedicato probabilmente al dio della fertilità maschile Min, fu costruito tra il 144 a.C. e il 138 d.C. durante il regno della dinastia tolemaica, e si distingue per l'architettura imponente e le decorazioni riccamente scolpite, che testimoniano la fiorente attività religiosa ed edilizia dell'epoca.
Il tempio di Athribis è considerato uno dei più importanti esempi di architettura religiosa tolemaica in Egitto. Le scoperte recenti hanno aggiunto nuove conoscenze sul contesto culturale, religioso e artistico dell'epoca, e gli scavi sono destinati a continuare per svelare ulteriori segreti di questo straordinario sito.

### Storia degli scavi
Gli scavi archeologici sul sito sono iniziati nel 2012 grazie a un progetto di ricerca congiunto tra l'Università di Tubinga e il Ministero delle Antichità egiziane. A partire dal 2022, il progetto è stato guidato dal professor Christian Leitz e dal responsabile degli scavi Marcus Müller, con la collaborazione di Mohamed Abdelbadia dell'Autorità per le Antichità egiziane. I lavori sono finanziati dalla Fondazione tedesca per la ricerca e rientrano in un'indagine più ampia sul distretto templare di Athribis, che copre un'area di circa 30 ettari.

### Struttura del tempio
Il tempio, originariamente largo 51 metri, presenta un ingresso principale fiancheggiato da due torri, che raggiungevano un'altezza di circa 18 metri, ma che oggi si sono ridotte a soli cinque metri a causa di secoli di usi successivi della pietra per altre costruzioni, in particolare dal 752 d.C. Sono stati rinvenuti anche straordinari rilievi che rappresentano Tolomeo VIII, re del II secolo a.C., che offre sacrifici alla dea Repit e a suo figlio Kolanthes.
Una delle scoperte più significative riguarda la torre settentrionale, che ha rivelato una camera sconosciuta lunga circa sei metri e larga tre, utilizzata in origine come deposito di utensili e successivamente per conservare anfore. Gli archeologi hanno liberato il soffitto della stanza da un massiccio blocco di pietra di circa 20 tonnellate, utilizzando tecniche avanzate come impalcature di legno, rulli e cuscini d'aria.

## Il santuario rupestre e altre scoperte
Gli scavi hanno rivelato anche tracce di un santuario rupestre nascosto nelle scogliere dietro il pilone del tempio. La presenza di blocchi di calcare lavorato su una parete di roccia tagliata verticalmente suggerisce che una parte del santuario potrebbe essere ancora celata dietro le macerie. Le decorazioni rinvenute, tra cui un fregio di cobra e altre figure sacre, sono indicatori della grande importanza religiosa del sito. Inoltre, è stata scoperta una seconda porta sulla facciata del tempio, che conduceva a una scala composta da almeno quattro rampe, probabilmente utilizzata per accedere a un piano superiore, oggi distrutto.